# Гордан Кожуљ
Гордан Кожуљ (хрв. Gordan Kožulj; Загреб 28. новембар 1976), је бивши хрватски пливач, специјалиста за леђни стил пливања.
Студирао на Беркли универзитету у Калифорнији. Члан је Пливачког клуба Младост из Загреба. Надимак му је Гордо.
Први међународни успех постигао је на Европском првенству 1999. (велики базен) у Истанбулу освојио две сребрне медаље. Тај успех је постигао као ученик Русија|руског тренера Александра Селезнева, који је исте године у Русији проглашен на спотисту године.
Студирао је на Универизтету Калифорнија у Берклију. Учествовао је четири пута усатопно на Летњим олимпијским играма од Атланте 1996. до Пекинга 2008.. Најуспешнији је био на Олимпијским играма 2000. у Сиднеју, када је у пливању на 200 метара леђно у финалу освојио 8 место.
На светским првенствима, он је био светски првак 2000. у малом базену и други у 2003. на великим базенима у тркама на 200 метара леђно.
У овој истој дисциплини и на Европском првенству, он је био првак три узастопне године, 2000, 2001 и 2002, два пута други и два пута трећи, а у дисциплини на 100 метра леђно био је 2 пута други 1999 и 2000.
У својој каријери Кожул је поставио европски рекорд на 50 метара леђно у малим базенима у Берлину 2. јануара 2001. на Светском купу, резултатом 24,52 секунде.
Кожул се престао активно бавити пливањем у децембру 2008. године. У марту 2009. именован је новим директором хрватске пливачке репрезентације, место вд директора Томислава Карла.
У септембру 2009 на састанку Европског олимпијског комитета у Москви Кожуљ је изабран у Комисију спортиста ЕОК, за период од 2009—2013.

## Лични рекорди Горана Кожуља
1. јануар 2009.
| Дисциплина     | Базен | Резултат | Датум              | Место                     | Такмичење.                | Бел. |
| -------------- | ----- | -------- | ------------------ | ------------------------- | ------------------------- | ---- |
| 50 м слободно  | 50 м  | 24,75    | 1. jun 2002.       | Загреб, Хрватска          | Међ митинг Златнии медвед |      |
| 50 м слободно  | 25 м  | 23,49    | 1. децембар 2002.  | Беч, Аустрија             | Турнир нација             |      |
| 100 м слободно | 50 м  | 53,79    | 4. мај 2002.       | Љубљана Словенија         |XXII. међ. митинг Илирија       |      |
| 100 м слободно | 25 м  | 51,67    | 24. новембар 2007. | Загреб                    | Младост                   |      |
| 200 м слободно | 50 м  | 1:57,08  | 21. јул 1996.      | Атланта, Сједињене Државе | ОИ 1996.                  |      |
| 200 м слободно | 25 м  | 1:48,70  | 4. фебруар 2006.   | Дубровник, Хрватска       | Пр. Хрватске у малим баз. |      |
| 50 м леђно     | 50 м  | 25,62    | 21. јануар 2008.   | Загреб                    |                           | НР   |
| 50 м леђно     | 25 м  | 24,73    | 23. новембар 2008. | Загреб                    | 36. Међ. митинг           |      |
| 100 м леђно    | 50 м  | 54,91    | 15. август 2008.   | Пекинг Кина               | ОИ 2008.                  |      |
| 100 м леђно    | 25 м  | 52,04    | 20. децембар 2008. | Ријека Хрватска           | Екипно првенство Хрватске |      |
| 200 м леђно    | 50 м  | 1:57,47  | 25. јул 2003.      | Барселона, Шпанија        | СП 2003.                  | НР   |
| 200 м леђно    | 25 м  | 1:51,62  | 20. јануар 2001.   | Берлин, Немачка           | Светски куп 2000/01.      |      |